# José Luis Pellicena
José Luis Pellicena (Zaragoza; 2 de marzo de 1933-Madrid, 22 de noviembre de 2018) fue un actor español.

## Biografía
Fue uno de esos actores íntimamente relacionados con la historia del teatro en España, aunque haya intervenido en alguna serie de televisión o en alguna película. Sobre las tablas ha cultivado el perfil de actor intelectual, de corte aristocrático al interpretar personajes con dichos atributos: Drácula y Julio César.
Tras unos inicios en películas policiacas, rodó su película más conocida hasta la fecha, Historias de la televisión (1965), bajo las órdenes de José María Forqué. Finalizado el rodaje, Pellicena se volcó en una profunda devoción por el teatro que le llevaría en 1973 a Venezuela con la obra Yerma, basada en la pieza de Federico García Lorca, y protagonizada por Núria Espert.
En plena transición española, encarnó en 1981 en el montaje de Amadeus a un Salieri celoso y corroído por la envidia; y en 1983 encabezó el reparto de Del Rey Ordás y su infamia. En 1986 se produjo su regreso al cine con Dragon Rapide (Jaime Camino), donde interpretó a José Calvo Sotelo. La televisión le reclamó para la serie Miguel Servet, la sangre y la ceniza (1989), donde dio vida a Juan Calvino. En teatro se puso en la piel del filósofo Séneca acompañado por Luis Merlo; y en la que el filósofo queda imbuido en la corte de Nerón, asaltándose dudas sobre si defender lo injusto o apoyar la tiranía. En 1987 encabeza el cartel de Los locos de Valencia, según la pieza de Lope de Vega, sobre las máscaras con las cuales las personas se niegan a mostrarse tal como son. Antonio Canal, María Luisa Merlo, Fidel Almansa, Fernando Valverde, Ángel de Andrés, Vicente Cuesta y Marisa de Leza fueron sus compañeros de reparto. En 1989 interpretó el montaje La rueda de fuego, sobre la ambición de conseguir el poder a través de la escenificación de fragmentos de obras de Shakespeare como Julio César, Otelo, Hamlet, Macbeth. 
En 1991 optó a los premios Fotogramas de Plata por su trabajo en las obras Entre las ramas de la arboleda perdida —según la pieza de Rafael Alberti— y Las comedias bárbaras. Ese mismo año Manuel Gutiérrez Aragón le brindó la oportunidad de participar en su serie El Quijote de Miguel de Cervantes. En 1994, bajo la dirección de Miguel Narros, protagonizó Marat-Sade, según el texto de Peter Weiss. En ella encarnó al Marqués de Sade, un hombre cuyas ideas se contraponen a las del también revolucionario Marat (José Pedro Carrión), quien sería asesinado por la aristócrata Carlota Corday (Nuria Gallardo). En 1995 protagonizó junto Julia Gutiérrez Caba Juego de reyes. Al año siguiente encabezó el reparto de Goya, basada en un texto de Alfonso Plou y bajo la dirección de Carlos Martín, en la que Francisco de Goya es despertado por sus seres queridos para la celebración de su aniversario, combinando fantasía y realidad. Completaron el reparto Enriqueta Carballeira, Ricardo Joven, Santiago Meléndez, Balbino Lacosta y Néstor Arnas.
En 2000 representa el texto de Ingmar Bergman Escenas de matrimonio, y que disecciona la vida conyugal de una pareja. Magüi Mira le acompañó en esta ocasión. 2001 fue un año fecundo en trabajo: rodó para televisión la serie Abogados, inició una gira sobre el Tartufo de Molière (donde conoció a Alejandro Navamuel), y Eva Isanta, en caridad de ayudante de realización, le dirigió en la adaptación teatral de la película Familia (Fernando León de Aranoa). En ella José Luis Pellicena encarnó a un hombre que contrata a una familia falsa que le ayuda a combatir la soledad... La pieza, como la película, incidió en las hipocresías y contradicciones que se adueñan del más básico núcleo social: la familia. En 2002 tras varios años de ausencia regresó al cine con la película No dejaré que no me quieras, en cuyo reparto figura Pere Ponce y Melanie Olivares. En televisión incorporaba al mafioso Emilio Genovés que debía tapar los asesinatos perpetrados por su familia. Al año siguiente se unió a los actores que se manifestaron contra la guerra de Irak, participando en varias manifestaciones. En 2004 comenzó la gira de El retrato de Dorian Gray, en la que compartió protagonismo con Eloy Azorín y Juan Carlos Naya. Pellicena interpretó a Lord Henry, un ser cínico, abyecto que corrompe poco a poco el alma de un muchacho. Azorín enfermó en mitad de la tourné. Alejandro Navamuel y Mariano Alameda le sustituirían. En 2006 estrenó La escalera de Charles Dyer, con adaptación de Pedro Víllora bajo la dirección de Ángel Fernández Montesinos. En ella interpretaba a un homosexual que esperaba recibir la visita de su hija mientras también aguardaba la hora de su encarcelamiento por escándalo público. Al final de la obra desataba todas sus mentiras y dejaba de reírse de su novio, un peluquero incorporado por Julio Gavilanes (productor de la función), con el cual estaba dispuesto a atravesar los últimos peldaños de su vida. En 2007 estrenó en Santander Llama un inspector, de J.B. Priestley, donde compartía cartel con Francisco Valladares. Su última aparición televisiva fue en el episodio 282 de la serie Cuéntame cómo pasó en TVE.
Falleció a causa de un infarto de miocardio.

## Obras de teatro
| - Diálogos de carmelitas (1954), de Georges Bernanos, - Edipo rey (1954), de Sófocles, - La destrucción de Sagunto (1954) de José María Pemán, - La alondra (1954) de Jean Anouilh, - La vida es sueño (1955), de Calderón de la Barca, - El pleito matrimonial del cuerpo y el alma (1955), de Calderón de la Barca, - El gran teatro del mundo (1956), de Calderón de la Barca - Seis personajes en busca de un autor (1956), de Pirandello, - Proceso de Jesús (1957), de Diego Fabbri, - Otelo (1957), de William Shakespeare, - El gran teatro del mundo (1957), de Calderón de la Barca, - La muerte de un viajante (1959) de Arthur Miller, - Ejercicio para cinco dedos (1959), de Peter Shaffer, - Los años del bachillerato (1960), de André Lacour, - Sentencia de muerte (1960), de Alfonso Paso, con Andrés Mejuto. - El glorioso soltero (1960), de Joaquín Calvo Sotelo - Las buenas personas (1961), de Alfonso Paso, - Largo viaje del día hacia la noche (1960), de Eugene O'Neill - Inquisición (1961), de Diego Fabbri, - Historias de media tarde (1963), de Emilio Romero, - Caminos de Damasco (1964), de Emilio Canda. - Las personas decentes me asustan (1964), de Emilio Romero, - El doble crimen de Dorkey (1965), de Siegfried Blake, - El rostro del asesino (1965), de Frank Vosper sobre un relato de Agatha Christie, - Espejo para dos mujeres (1965), de Jaime Salom, - Romeo y Jeannette (1966), de Jean Anouilh, - Numancia, de Cervantes - El burlador de Sevilla (1966), de Tirso de Molina, - El Rey Lear (1967), de William Shakespeare, - El rufián castrucho (1968), de Lope de Vega., - Las mocedades del Cid (1968), de Guillem de Castro, - Don Juan Tenorio (1968), de José Zorrilla, - Te espero ayer (1969), de Manuel Pombo Angulo, - Medida por medida (1969), de William Shakespeare, - La marquesa Rosalinda (1970) de Valle-Inclán | - El condenado por desconfiado (1970), de Tirso de Molina, - La paz (1970), de Aristófanes, - La Estrella de Sevilla (1970), de Lope de Vega, - Yerma (1973), de Federico García Lorca - Los chicos de la banda (obra de teatro) (1975/76), de Mart Crowley, - Las manos sucias (1977), de Jean-Paul Sartre - Drácula (1978) de Hamilton Deane y John L. Balderston - Don Carlos (1979), de Schiller, - Marco Antonio y Cleopatra (1980), de William Shakespeare, - Contradanza (1980), de Francisco Ors, - Panorama desde el puente (1980) de Arthur Miller - El despertar a quien duerme (1981), de Lope de Vega, - El caballero de Olmedo (1982) de Lope de Vega - Eduardo II (1983) de Christopher Marlowe - Del rey Ordás y su infamia (1983), de Fernando Fernán Gómez - Eloísa está debajo de un almendro (1984), de Enrique Jardiel Poncela, - El castigo sin venganza (1985) - La gallina ciega (1985), de Max Aub, - Los locos de Valencia (1986), de Lope de Vega, - Séneca o el beneficio de la duda (1987) de Antonio Gala - El médico de su honra (1986), de Calderón de la Barca, - Entre las ramas de la arboleda perdida (1991) - Las comedias bárbaras (1991) - Marat-Sade (1994) - Juego de reyes (1995) - Goya (1996) - Cartas de amor (1998) - Tartufo (1998) de Molière - Escenas de matrimonio (2001) - Familia (2001) - Tartufo (2003), de Molière - El demonio de los ángeles (2003) - El retrato de Dorian Gray (2004-2005) de Oscar Wilde - La escalera (2006) - Llama un inspector (2007), de J. B. Priestley - En el oscuro corazón del bosque (2010), de José Luis Alonso de Santos |

## Filmografía parcial
- No dejaré que no me quieras (2002)
- Dragon Rapide (1986)
- En septiembre (1982)
- Aborto criminal (1973)
- Historias de la televisión (1965)
- Los parias de la gloria (1964)
- Pedro El Cruel (1964)
- Los guerrilleros (1963)
- Mentirosa (1962)
- Cariño mío (1961)
- Usted puede ser un asesino (1961)
- Siempre es domingo (1961)

## Televisión
- Abogados (2001)
- El Quijote de Miguel de Cervantes (1991)
- Pedro I el Cruel (1989)
- Miguel Servet, la sangre y la ceniza (1988)
- A Electra le sienta bien el luto (1986)
- Las cartas boca abajo (1971)
- A través de la niebla (1971)
- Crimen y castigo (1970)

## Premios
- Fotogramas de Plata
- Candidato al premio de mejor intérprete de teatro (1991)